# Lõa hùng
Lõa hùng, lõa ti, lõa ti giả, dây mủ hay thiên lý dại (danh pháp khoa học: Gymnanthera oblonga) là một loài thực vật có hoa trong họ La bố ma. Loài này được Nicolaas Laurens Burman miêu tả khoa học đầu tiên năm 1768 dưới danh pháp Jasminum oblongum. Năm 1992 Peter Shaw Green chuyển nó sang chi Gymnanthera.

## Phạm vi phân bố
Loài này phân bố tại các khu rừng ngập mặn ở Borneo, Campuchia, Java, Malaysia bán đảo, New Guinea, Philippines, Thái Lan, Úc (Lãnh thổ Bắc Úc, Queensland, Tây Úc), đông nam Trung Quốc (Quảng Đông, Hải Nam), Việt Nam.

## Mô tả
Dây leo thân gỗ đến 2 m. Cành nhỏ có màu nâu hung vàng, có mô xốp hình hột đậu, hơi có lông tơ. Cuống lá 5–10 mm; phiến lá thuôn hoặc hình elip, 3-5,5 × 1,5-2,5 cm, dạng giấy, nhẵn nhụi, gốc thuôn tròn hoặc hình nêm rộng, đỉnh tròn, nhọn đột ngột. Các xim hoa nhìn bên ngoài là ở nách lá, gần như không cuống, mọc dày, rộng khoảng 2 cm, đến 7 hoa, nhẵnnhụi. Cuống hoa 5–10 mm. Lá đài hình trứng, khoảng 2 × 1 mm, các tuyến ở đáy 5-10. Tràng hoa màu vàng-xanh; ống tràng 6–9 mm; các thùy hình trứng, khoảng 7 × 5 mm, tù. Thùy miện hoa hình trứng, đỉnh nhọn đột ngột. Phần tử mang phấn hoa hình trụ ngắn, thẳng đứng. Bầu nhụy nhẵn nhụi. Quả đại màu nâu sẫm, 8–12 cm × 5–6 mm. Hạt màu nâu hung vàng, thuôn dài, khoảng 7 × 2 mm; mào lông đầu hạt 2 cm. Ra hoa tháng 6-9, tạo quả tháng 9-1 năm sau.